# Zenon (imię)
Zenon – imię męskie pochodzenia greckiego. Powstało jako forma skrócona greckich imion złożonych typu Zenodoros, Zenodotos, oznaczających "dar Zeusa".
Zenon imieniny obchodzi: 14 lutego, 12 kwietnia, 20 kwietnia, 23 czerwca, 9 lipca, 3 września, 8 września, 20 grudnia i 22 grudnia.
Żeński odpowiednik: Zenona.
Święci o imieniu Zenon:
- Zenon z Werony
- Zenon z Ikalto – święty prawosławny

## Osoby noszące imię Zenon
- Zenon z Elei
- Zenon z Kition
- Zenon Grocholewski – polski duchowny katolicki, kardynał
- Zenon Jaskuła – polski kolarz, wicemistrz olimpijski (Seul 1988)
- Zenon Klemensiewicz – polski językoznawca
- Zenon Kliszko – polityk, bliski współpracownik Władysława Gomułki
- Zenon Komender
- Zenon Konopka – kanadyjski hokeista zawodowy polskiego pochodzenia
- Zenon Kosidowski – polski pisarz, eseista, poeta
- Zenon Laskowik – polski artysta kabaretowy
- Zenon Martyniuk – polski piosenkarz, wokalista zespołu Akcent
- Zenon Odya – polski polityk samorządowy, wieloletni prezydent Tczewa
- Zianon Pazniak
- Zenon Plech – polski żużlowiec
- Zenon Płatek
- Zenon Przesmycki – polski pisarz i publicysta
- Zenon Przybyszewski Westrup
- Zenonas Rudzikas (1940–2011) – litewski fizyk, od 2003 do 2009 prezes Litewskiej Akademii Nauk
- Zenon Werner
- Zenon Wiśniewski – polski polityk, poseł na Sejm RP